# Clan Celentano
«Clan Celentano» (укр. «Клан Челентано») — італійський лейбл звукозапису, заснований 19 грудня 1961 року співаком та кіноактором Адріано Челентано.

## Історія
Студія «Clan Celentano» («Клан Челентано») була створена 19 грудня 1961 року в Мілані співаком та кіноактором Адріано Челентано для власного виробництва фільмів та звукозапису. Пізніше багато виконавців, наприклад — «The Beatles», «The Rolling Stones» (щоб не залежати від продюсерів і вимог моди), пішли шляхом створення власних кампаній, а на самому початку 1960-х років вчинок Челентано був сміливий і незвичайний. У зв'язку з цим, в італійському шоу-бізнесі Челентано уславився першовідкривачем — «Clan Celentano» стала першою в Італії фірмою звукозапису, де виробником платівок був сам співак і актор. Початковий статутний фонд студії склав 900.000 лір. Ідею створення студії Челентано запозичив у Френка Сінатри, який організував схожу команду музикантів під назвою «Rat Pack». Також існує версія, що ідея створення «Clan Celentano», крім Челентано, належить приятелю співака — Ріккі Джанко (Рікардо Санна), який переживав аналогічні проблеми з компанією звукозапису «Ricordi». Спочатку студія знаходилася за адресою по вулиці Дзуретті. З березня 1965 року штаб-квартира студії була перенесена за адресою: проспект Європи, 5; там знаходилася штаб-квартира MTV Italia.
Спочатку до студії увійшли близькі друзі співака й учасники гурту «I Ribelli» (Джино Сантерколе, Мілена Канту, Ріккі Джанко, Мікі Дель Прете, Лучано Беретта, Іко Черутті, Детто Маріано, Мемо Діттонго, Дон Бакі й інші). У створенні студії також була ідея незалежності Челентано від фірми «Jolly», з якою він підписав контракт у 1958 році. Контракт був розірваний у 1962 році. Також однією з причин розриву контракту було те, що лейбл не дозволяв співаку записувати пісні з тими музикантами, з якими він виступав наживо. «Jolly» подала в суд на співака, вимагаючи у нього компенсацію за невиконання та розрив контракту в розмірі 495 мільйонів лір, але програла процес, який тривав до 1965 року. Після розриву відносин з Челентано фірма «Jolly» продовжила видавати платівки з записаними раніше піснями співака, чим становила конкуренцію студії «Clan Celentano».
«Хочу бути незалежним, хочу співати те, що мені подобається, не відчуваючи тиску господарів бізнесу. Це головне. Я також хочу відкривати нові голоси» — Челентано про створення студії „Clan Celentano“
У 1962 році вийшла перша платівка Челентано під лейблом «Clan Celentano», яка містила три пісні «Stai lontana da me/Sei rimasta sola/Amami e baciami», а у 1965 році студія випустила перший альбом співака «Non mi dir».
«Clan Celentano» крім випуску платівок Челентано і його друзів — займалася пошуком та записом нових імен і молодих талантів. Студія уклала контракти з такими музикантами та виконавцями-початківцями, як: Доном Бакі, Лоренцо Пілат, Натале Массара, Уголіно, Кетті Лайн й іншими. Також в 1965 році Челентано організував конкурс «Нові голоси», у якому переміг початківець-співак Аль Бано, в результаті його прийняли до студії.
Усі учасники студії, що з'являлися у ній в різний час, отримували своєрідне «зелене світло» на телебачення або ринок продажу платівок тільки завдяки тому, що вони співпрацювали з «Clan Celentano». У зв'язку з тим, що практично нікого з друзів співака по музичному цеху не хотіли бачити на телебаченні без нього, тільки його участь забезпечувала їм деякий успіх — Челентано, не маючи часу на турботу за іншими учасниками «Clan Celentano», у 1968 році переглянув умови роботи студії. Починаючи з 1968 року, Челентано поступово змінив склад «Clan Celentano» — залишив тільки родичів та музикантів, необхідних у виробництві його власних платівок. Також причинами зміни умов стали деспотична поведінка лідера студії (Челентано), проблеми з контрактами та особисті амбіції окремих артистів. Якщо припинення співпраці між «Clan Celentano» та Ріккі Джанко, гуртом «I Ribelli» й іншими учасниками пройшло мирним шляхом, то розрив відносин студією з Доном Бакі закінчився тривалими судовими процесами. Зміні первинній ідеї студії Джорджо Ґабер присвятив іронічну пісню «Жив-був „Клан“», написану у 1968 році.
З роками, студія почала випускати виключно альбоми Челентано, його дружини — Клаудії Морі та старшої дочки — Розіти. На сьогодні до студії входять видавництво, концертне агентство, студія відео- та аудіозапису, там працює понад 150 осіб.
У 1961—1972 роках адміністратором студії був старший брат співака Алессандро Челентано, між 1972—1976 роками — Коррадо Пінтус (дядько Клаудії Морі), потім кермо влади знову перейшло до брата Адріано, а з 1991 року керівником «Clan Celentano» стала дружина співака. Дистриб'юторами «Clan Celentano» були: «Ri-Fi» (до 1968), «Messaggerie Musicali» (1969—1973), «CGD» (1975—1995), «RTI Music» (1996—1999), «Sony BMG Music» (1995—2009) і «Universal Music» (з 2010-го).

## Конфлікт студії з Доном Бакі
1968 року в студії «Clan Celentano» визначилися два явні лідери — це його голова (Челентано) і Дон Бакі, автор музики і поет зі здібностями. Після його появи в студії, а потім спільних робіт в кіно — вони з Челентано стали близькими друзями. Внесок Бакі в формування «Clan Celentano» був вагомим, і багато ідей виходили саме від нього. Існувала думка, що двом яскравим особистостям — Бакі й Челентано неможливо довго співіснувати, і одному з лідерів доведеться піти. У підсумку — цією людиною став Бакі, тому що не він організував фірму, а лише був прийнятий до її складу як молодий, перспективний співак. Адріано завжди намагався створити атмосферу братства серед учасників студії, але у зв'язку з тим що з часом в «Clan Celentano» стали обертатися великі суми грошей — фірма стала місцем з'ясування творчих амбіцій і зіткнення інтересів багатьох її учасників.
Того року Бакі написав дві пісні, одна з них була призначена для участі Челентано в черговому фестивалі в Санремо — це композиція «Canzone» («Пісня»), інша — «Casa Bianca» («Білий дім»). Обидві пісні з'явилися перед фестивалем і ще не були запатентовані на авторські права. Напередодні фестивалю співачка Орнелла Ваноні підписала контракт з другим автором пісні — Детто Маріано про виконання «Casa Bianca» в Санремо. Таким чином, на фестивалі мали опинитися відразу дві пісні одного автора — що суперечило його правилам того періоду. Бакі був упевнений, що Ваноні не вдасться акредитувати свою участь на фестивалі з композицією «Casa Bianca», але за збігом обставин вона все ж офіційно стала учасницею конкурсу і потім співала цю пісню на пару з Марісою Саннією. Несподівано виявилося, що авторство пісні було віддано Еліо Ла Валле, якого Бакі до цього ніколи не знав. Бакі виявив, що його підпис на документі підроблений і пісня зареєстрована так, що він лише автор слів, а не композитор. В таких умовах Ваноні могла сміливо виступати на фестивалі з піснею «Casa Bianca», що, за словами Бакі, було прямим порушенням його авторських прав. За цією «подією», за версією Бакі, стояли люди з «Clan Celentano».
До сьогодні невідомо про причетність Челентано до цієї події — у всіх учасників конфлікту свої версії. Напередодні фестивалю Бакі подав в суд де звинуватив «Clan Celentano» в шахрайстві — це Челентано розцінив як зраду з боку друга й у своїй манері, вирішив «відповісти» позивачу. Спочатку Адріано думав відмовитися від участі в конкурсі з піснею Бакі «Canzone», але потім все ж вийшов на сцену і розіграв «спектакль». Під час виступу Челентано почав співати не в тон, невчасно робити вступ, створювати вигляд, що забув слова. Слухачі виступу розуміли, що це робилося співаком навмисно. Попри гарне виконання композиції «Canzone», потім, співачкою Мільвою, вона з Адріано посіли лише третє місце. Пісня ж «Casa Bianca» з Орнеллою Ваноні посіла другу позицію. Наступного дня в газеті з'явилася публікація під відповідним заголовком: «Дон Бакі виграв конкурс, не беручи участь в ньому».
Бакі демонстративно залишив студію «Clan Celentano», а незабаром за ним пішов і Маріано. Ла Валле був прозваний в газетах «солом'яним опудалом» — ніхто не сумнівався в тому, що він ніякого відношення до пісні не має. У суді Бакі просив Ла Валле наспівати хоча б мелодію, якщо він автор, але нічого не почув у відповідь. Залишивши «Clan Celentano», Бакі разом з Маріано організували свою музичну студію під назвою «Amico» («Друг»).
Згодом студія «Amico» випустила диск з обома піснями — учасницями фестивалю. Тираж платівок був високим. «Clan Celentano» звинуватила Бакі в порушенні прав поширення пісень без узгодження. У відповідь Бакі звинуватив Челентано в несплаті гонорару з авторських прав протягом семи років за пісні «Pregherò», «Sabato triste», «Sono un simpatico» й інші. Почалася друга судова справа, в результаті якої, Бакі переміг за всіма пунктами. З 1968 року Дон і Адріано більше не розмовляли один з одним. Після конфлікту з Бакі, Челентано почав будувати свою студію за новою моделлю, де він став єдиною людиною, яка приймала рішення. Згодом Маріано повернувся до «Clan Celentano» через кілька років і успішно працював над фільмом «Юппі-Ду» разом з Челентано, а потім залишився аранжувальником на багато років.

## Вибіркова дискографія студії

### LP(33 оберти)
| Маркування    | Рік           | Виконавець        | Назва                                         |
| ------------- | ------------- | ----------------- | --------------------------------------------- |
| ACC 40000     | Вересень 1963 | Детто Маріано     | Uno strano tipo - оригінальний саундтрек      |
| ACC 40002     | 1965          | Адріано Челентано | Non mi dir                                    |
| ACC 40005     | 1965          | Дон Бакі          | L'amore                                       |
| ACC 40006     | Березень 1966 | Адріано Челентано | La festa                                      |
| ACC 40007     | Листопад 1966 | Адріано Челентано | Il ragazzo della via Gluck                    |
| ACC 40009     | 1968          | Дон Бакі          | Casa bianca                                   |
| ACC 40011     | Травень 1968  | Адріано Челентано | Azzurro/Una carezza in un pugno               |
| BF/LP/CS 1001 | 1968          | Беппе Мораші      | Putiferio va alla guerra                      |
| BF 501        | Грудень 1968  | Адріано Челентано | Adriano rock                                  |
| BF 502        | 1969          | Адріано Челентано | Le robe che ha detto Adriano                  |
| BFM 700       | 1969          | Адріано Челентано | Il forestiero                                 |
| CLN 69065     | 1974          | Клаудія Морі      | Fuori tempo                                   |
| CLN 81342     | 1975          | Детто Маріано     | Come una Cenerentola - оригінальний саундтрек |
| CLN 81880     | 1977          | Клаудія Морі      | È amore                                       |

### LP(45 обертів)
| Маркування | Рік            | Виконавець | Назва                                                                      |
| ---------- | -------------- | --- | -------------------------------------------------------------------------- |
| ACC 24000  | 1962           | Рікі Джанко | Vedrai che passerà/Te ne vai                                               |
| ACC 24001  | 1962           | Адріано Челентано                                                                                                  | Stai lontana da me/Sei rimasta sola/Amami e baciami                        |
| ACC 24002  | 1962           | I Ribelli Адріано Челентано                                                                                        | La cavalcata/Serenata a Valle Chiara                                       |
| ACC 24003  | 1962           | Дон Бакі і I Ribelli Адріано Челентано                                                                             | La storia di Frankie Ballan/Fuggiasco                                      |
| ACC 24004  | 1962           | Гвідоне | Tu lo sai/Poi popoi popoi poi                                              |
| ACC 24005  | 1962           | Адріано Челентано                                                                                                  | Pregherò (prima parte)/Pasticcio in Paradiso                               |
| ACC 24006  | 1962           | Рікі Джанко | Tu vedrai/Il mio mondo/Non c'è pietà                                       |
| ACC 24007  | 1962           | Дон Бакі | L'ombra nel sole/Tu piangevi                                               |
| ACC 24008  | 1963           | Натале Массара (сторона A)/La ragazza del Clan (сторона B)                                                         | Danny boy/Eh già                                                           |
| ACC 24009  | 1963           | Адріано Челентано                                                                                                  | Il tangaccio/Grazie, prego, scusi                                          |
| ACC 24010  | 1963           | Детто Маріано | Guitar song/05-21                                                          |
| ACC 24011  | 1963           | Дон Бакі | Amico/La carità/Dimmi cos'è                                                |
| ACC 24012  | 1963           | Адріано Челентано                                                                                                  | Sabato triste/Le notti lunghe                                              |
| ACC 24013  | 1963           | Дон Бакі | Sono solo/Ho rimasto                                                       |
| ACC 24014  | 1964           | La ragazza del Clan                                                                                                | Eh !Già/Ogni sera al tram                                                  |
| ACC 24015  | 1964           | Адріано Челентано                                                                                                  | Non mi dir/Non piangerò                                                    |
| ACC 24016  | 1964           | Адріано Челентано                                                                                                  | Il problema più importante/È inutile davvero                               |
| ACC 24017  | 1964           | Джино Сантерколе                                                                                                   | Attaccata al soffitto/Se vorrai                                            |
| ACC 24018  | 1964           | Дон Бакі | Io che giro il mondo/Mamma che caldo                                       |
| ACC 24019  | 1964           | Адріано Челентано                                                                                                  | L'angelo custode/Bambini miei                                              |
| ACC 24020  | 1964           | Джино Сантерколе                                                                                                   | Stella d'argento/Senza scarpe                                              |
| ACC 24021  | 1965           | Дон Бакі | Cara/Succederà                                                             |
| ACC 24022  | 1965           | Адріано Челентано                                                                                                  | Ciao ragazzi/Chi ce l'ha con me                                            |
| ACC 24023  | 1965           | La ragazza del Clan                                                                                                | Strana/Un mondo di bene/Il treno                                           |
| ACC 24024  | 1965           | Адріано Челентано                                                                                                  | Sono un simpatico/E voi ballate/Due tipi come noi                          |
| ACC 24025  | 1965           | Джино Сантерколе                                                                                                   | Oh Rose' Rosetta/Signore e signori                                         |
| ACC 24027  | 1965           | Адріано Челентано                                                                                                  | La festa/Ringo                                                             |
| ACC 24030  | 1966           | Дон Бакі | L'amore/Una ragazza facile                                                 |
| ACC 24031  | 1966           | La ragazza del Clan                                                                                                | Ma tu chi sei/Strana                                                       |
| ACC 24032  | 1966           | Адріано Челентано                                                                                                  | Il ragazzo della via Gluck/Chi era lui                                     |
| ACC 24033  | 1966           | Il Trio del Clan (сторона A)/La ragazza del Clan і Дон Бакі (сторона B)                                            | Il ragazzo della via Gluck/Due treccioline con l'elastico                  |
| ACC 24034  | 1966           | I Ribelli | A la buena de dios/Ribelli                                                 |
| ACC 24035  | 1966           | (спеціальне видання для музичного автомата) Адріано Челентано (сторона A)/I Ribelli і Il Trio del Clan (сторона B) | Il ragazzo della via Gluck/A la buena de dios / Il ragazzo della via Gluck |
| ACC 24037  | 1966           | Дон Бакі | Come Adriano/Serenata                                                      |
| ACC 24038  | 1966           | Мілена Канту | Bang bang/Che importa a me                                                 |
| ACC 24039  | 1966           | I Ribelli | Per una lira/Ehi...voi!                                                    |
| ACC 24040  | 1966           | Адріано Челентано                                                                                                  | Mondo in mi 7°/Una festa sui prati                                         |
| ACC 24041  | 1966           | I Ribelli | Come Adriano/Enchinza Bubu                                                 |
| ACC 24042  | 1966           | Джино Сантерколе                                                                                                   | Questo vecchio pazzo mondo/Il nostro tempo                                 |
| ACC 24043  | 1966           | (спеціальне видання для музичного автомата) Дон Бакі (сторона A)/ Мілена Канту (La ragazza del Clan) (сторона B)   | Come Adriano/Bang Bang                                                     |
| ACC 24044  | 1966           | (спеціальне видання для музичного автомата) I Ribelli (сторона A)/Джино Сантерколе (сторона B)                     | Come Adriano/Il Nostro Tempo                                               |
| ACC 24045  | 1967           | (спеціальне видання для музичного автомата) Дон Бакі (сторона A)/I Fuggiaschi (сторона B)                          | Serenata/Ma..... Se                                                        |
| ACC 24047  | 1967           | Дон Бакі | L'immensità/Non piangere stasera                                           |
| ACC 24048  | 1967           | Дон Бакі | Non piangere stasera/Serenata                                              |
| ACC 24049  | 1967           | Піладе | La legge del menga/Male e bene                                             |
| ACC 24050  | 1967           | Іко Черутті | E' ritornato "l'uomo del banjo"/Niente                                     |
| ACC 24051  | 1967           | Адріано Челентано і Клаудія Морі                                                                                   | La coppia più bella del mondo/Torno sui miei passi                         |
| ACC 24052  | 1967           | Мілена Канту | L'ombra/La farfalla                                                        |
| ACC 24053  | 1967           | I Ragazzi della via Gluck                                                                                          | Il contadino/Rock! Padre del beat                                          |
| ACC 24055  | 1967           | Дон Бакі | Poesia/Bum bum                                                             |
| ACC 24056  | 1967           | Джино Сантерколе                                                                                                   | La lotta dell'amore/L'anima                                                |
| ACC 24058  | 1967           | Адріано Челентано                                                                                                  | Tre passi avanti/Eravamo in 100.000                                        |
| ACC 24060  | 1967           | Тео Теоколі | Carolina nu parte cchiù/Scapricciatello                                    |
| ACC 24061  | 1967           | Дон Бакі | E facimmoce a' croce/Malinconia                                            |
| ACC 24062  | 1967           | Тео Теоколі | Le vitamine/Scapricciatello                                                |
| ACC 24063  | 1967           | Адріано Челентано і Клаудія Морі (сторона A, come La coppia)/Lei (сторона B)                                       | 30 donne nel west/Più forte che puoi                                       |
| ACC 24064  | 1967           | I Ragazzi della via Gluck                                                                                          | La voce/Ragazze in fiore                                                   |
| ACC 24065  | 1968           | Піладе | Non sono Frank Sinatra/Che notte sarà                                      |
| ACC 24066  | 1968           | (спеціальне видання для музичного автомата) Тео Теоколі (сторона A)/I Ragazzi della via Gluck (сторона B)          | Le Vitamine/Ragazze In Fiore                                               |
| ACC 24069  | 1968           | Марія Луїджа | Loro sanno dove/L'ultimato                                                 |
| ACC 24070  | 1968           | Дон Бакі | Canzone/I got a woman                                                      |
| ACC 24071  | 1968           | Дон Бакі | Casa bianca/Ma con chi                                                     |
| ACC 24072  | 9 березня 1968 | Піладе | Il re d'Inghilterra/La tramontana                                          |
| ACC 24073  | 1968           | Адріано Челентано                                                                                                  | Canzone/Un bimbo sul leone                                                 |
| ACC 24074  | 1968           | Іко Черутті | E suoneranno le campane/Le cose intorno a noi                              |
| ACC 24075  | 1968           | Піладе | Un po' di vino/Amami un giorno soltanto                                    |
| ACC 24076  | 1968           | Джино Сантерколе                                                                                                   | Jane and John/Come è bello il giorno                                       |
| ACC 24077  | 1968           | Джанака | Il cielo e tu/La sorpresa                                                  |
| ACC 24080  | 1968           | Адріано Челентано                                                                                                  | Azzurro/Una carezza in un pugno                                            |
| ACC 24084  | 1968           | (спеціальне видання для музичного автомата) Адріано Челентано                                                      | Azzurro/Una carezza in un pugno                                            |
| ACC 24085  | 1968           | (спеціальне видання для музичного автомата) Адріано Челентано (сторона A) / Піладе (сторона B)                     | Una Carezza In Un Pugno/Un Po' Di Vino                                     |
| ACC 24086  | 1968           | (спеціальне видання для музичного автомата) Іко Черутті (сторона A) / I Vagabondi della Verità (сторона B)         | E Suoneranno Le Campane/L'Amore Vero                                       |
| ACC 24087  | 1968           | (спеціальне видання для музичного автомата) Піладе (сторона A) / Джино Сантерколе (сторона B)                      | Amami Un Giorno Soltanto/Jane And John                                     |
| ACC 24088  | 1968           | (спеціальне видання для музичного автомата) Марія Луїджа (сторона A) / Адріано Челентано (сторона B)               | Loro sanno dove/Azzurro                                                    |
| ACC 24091  | 1968           | Le Macchie d'Inchiostro                                                                                            | Macchie d'inchiostro/Viva la fiera                                         |

### LP(45 обертів — серія BF)
| Маркування | Рік  | Виконавець | Назва                                                           |
| ---------- | ---- | --- | --------------------------------------------------------------- |
| BF 69001   | 1969 | Адріано Челентано | L'attore/La tana del re                                         |
| BF 69002   | 1969 | Іко Черутті | Sarà lunga la notte/Balla                                       |
| BF 69003   | 1969 | I Ragazzi della via Gluck                                                                                              | Vola vola vola/Sei la mia donna                                 |
| BF 69004   | 1969 | Занко | Sete/Il bicchiere                                               |
| BF 69005   | 1969 | Джанака | L'esperienza/Quelli erano giorni                                |
| BF 69006   | 1969 | I Vagabondi della Verità                                                                                               | Come muore un giorno/Sposami subito                             |
| BF 69007   | 1969 | Фред Бонджусто | Una striscia di mare/Ciao nemica                                |
| BF 69008   | 1969 | (спеціальне видання для музичного автомата) Адріано Челентано (сторона A) / Джанака (сторона B)                        | L'attore/Quelli Erano Giorni                                    |
| BF 69009   | 1969 | (спеціальне видання для музичного автомата) Іко Черутті (сторона A) / I Ragazzi della via Gluck (сторона B)            | Sarà Lunga La Notte/Sei La Mia Donna                            |
| BF 69010   | 1969 | (спеціальне видання для музичного автомата) Джанака (сторона A) / I Vagabondi della Verità (сторона B)                 | L'esperienza/Sposami Subito                                     |
| BF 69011   | 1969 | (спеціальне видання для музичного автомата) Адріано Челентано (сторона A) / Занко (сторона B)                          | Napoleone, Il Cow Boy e Lo Zar/Il Bicchiere                     |
| BF 69013   | 1969 | Адріано Челентано | La storia di Serafino/La pelle                                  |
| BF 69014   | 1969 | Адріано Челентано | Storia d'amore / Straordinariamente                             |
| BF 69015   | 1969 | Джанака | Ago filo e lacrime/Trionfo                                      |
| BF 69016   | 1969 | Кетті Лайн | La rivale/Tu vinci sempre                                       |
| BF 69017   | 1969 | Піладе | Angelino il camionista/Rosina                                   |
| BF 69018   | 1969 | (спеціальне видання для музичного автомата) Адріано Челентано (сторона A)/ Кетті Лайн (сторона B)                      | Storia D'Amore/La Rivale                                        |
| BF 69019   | 1969 | (спеціальне видання для музичного автомата) Фред Бонджусто (сторона A)/ Марія Луїджа (сторона B)                       | Una Striscia Di Mare/Ai Quattro Venti                           |
| BF 69020   | 1969 | (спеціальне видання для музичного автомата) Адріано Челентано (сторона A)/ Джанака (сторона B)                         | Straordinariamente/Ago, Filo e Lacrime                          |
| BF 69021   | 1969 | (спеціальне видання для музичного автомата) Фред Бонджусто (сторона A)/ Піладе (сторона B)                             | Ciao Nemica/Angelino Il Camionista                              |
| BF 69022   | 1969 | Марія Луїджа | Ai quattro venti/Sento una canzone                              |
| BF 69023   | 1969 | Le Macchie di Inchiostro                                                                                               | Pannocchia di grano/Aspetterò le vacanze                        |
| BF 69024   | 1969 | Джино Сантерколе | Povero Gino/Barbara                                             |
| BF 69026   | 1969 | (спеціальне видання для музичного автомата) Le Macchie d'Inchiostro (сторона A)/ Піладе (сторона B)                    | Aspetterò Le Vacanze/Rosina                                     |
| BF 69027   | 1969 | (спеціальне видання для музичного автомата) Джино Сантерколе (сторона A)/ Марія Луїджа (сторона B)                     | Barbara/Sento Una Canzone                                       |
| BF 69029   | 1969 | Кетті Лайн | Vent'anni/Finito                                                |
| BF 69030   | 1969 | Адріано Челентано | Lirica d'inverno/L'uomo nasce nudo                              |
| BF 69031   | 1969 | I Ragazzi della via Gluck                                                                                              | L'amore è blu - ...ma ci sei tu.../I tuoi occhi camminano in me |
| BF 69032   | 1969 | Фред Бонджусто | Tra cinque minuti/Angelo straniero                              |
| BF 69033   | 1969 | (спеціальне видання для музичного автомата) Адріано Челентано (сторона A)/ I Ragazzi della via Gluck (сторона B)       | Lirica D'Inverno/L'Amore è Blu - ...Ma Ci Sei Tu...             |
| BF 69035   | 1969 | (спеціальне видання для музичного автомата) Кетті Лайн (сторона A)/ I Ragazzi della via Gluck (сторона B)              | Finito/I Tuoi Occhi Camminano In Me                             |
| BF 69036   | 1969 | Фред Бонджусто | Nell'Alba Alle Sei/Tremila Anni Fa                              |
| BF 69038   | 1969 | I Ragazzi della via Gluck                                                                                              | L'amore è blu - ...ma ci sei tu.../Sei la mia donna             |
| BF 69039   | 1970 | Піо | Nevicava a Roma/Brucerei                                        |
| BF 69040   | 1970 | Адріано Челентано | Chi non lavora non fa l'amore/Due nemici innamorati             |
| BF 69041   | 1970 | Клаудія Морі (сторона A) / Адріано Челентано (сторона B)                                                               | Chi non lavora non fa l'amore/EA                                |
| BF 69042   | 1970 | I Ragazzi della via Gluck                                                                                              | Ahi! Che Male Che Mi Fai/Oroscopo                               |
| BF 69043   | 1970 | (спеціальне видання для музичного автомата) Адріано Челентано (сторона A)/ I Ragazzi della via Gluck (сторона B)       | Chi Non Lavora Non Fa L'Amore/Ahi! Che Male Che Mi Fai          |
| BF 69044   | 1970 | (спеціальне видання для музичного автомата) Піо (сторона A)/ Клаудія Морі (сторона B)                                  | Nevicava A Roma/Chi Non Lavora Non Fa L'Amore                   |
| BF 69045   | 1970 | Джино Сантерколе | Il re di fantasia/Com'è triste la notte                         |
| BF 69046   | 1970 | Піо | Il pianista di quella sera/Grande come il mare                  |
| BF 69047   | 1970 | Валерія Ріджано | Il pirata/In un bar taverna                                     |
| BF 69048   | 1970 | (спеціальне видання для музичного автомата) Адріано Челентано                                                          | Due Nemici Innamorati/EA                                        |
| BF 69049   | 1970 | Кетті Лайн | In direzione del sole side/Every body                           |
| BF 69050   | 1970 | I Ragazzi della via Gluck                                                                                              | AZ/018/Astri Chiari                                             |
| BF 69051   | 1970 | Адріано Челентано | Viola/Se sapevo non crescevo                                    |
| BF 69052   | 1970 | Клаудія Морі | ...e subito fu amore/Signore, tu!                               |
| BF 69054   | 1970 | Джино | Maggio/Tre Soldi In Più                                         |
| BF 69055   | 1970 | Лучілле | Che notti bianche!/Ma cosa so di te                             |
| BF 69056   | 1970 | Made In Italy | W L'Amore/Che Farai Di Me                                       |
| BF 69057   | 1970 | (спеціальне видання для музичного автомата) Адріано Челентано (сторона A)/ Джонні Тейм (сторона B)                     | Viola/Walter Walter                                             |
| BF 69060   | 1970 | (спеціальне видання для музичного автомата) Адріано Челентано (сторона A)/ Jerry Williams & Dynamite Brass (сторона B) | Se Sapevo Non Crescevo/Boogaloo Baby                            |
| BF 69063   | 1970 | (спеціальне видання для музичного автомата) Валерія Ріджано (сторона A)/ Джино (сторона B)                             | In Un Bar Taverna/Maggio                                        |
| BF 69064   | 1970 | (спеціальне видання для музичного автомата) Клаудія Морі (сторона A)/ Лучілле (сторона B)                              | ...E Subito Fu Amore/Che Notti Bianche!                         |
| BF 70000   | 1971 | Адріано Челентано | Sotto le lenzuola/Il forestiero                                 |
| BF 70001   | 1971 | Піо | Occhi bianchi e neri/Tu sei cattiva                             |
| BF 70002   | 1971 | Coro Alpino Milanese                                                                                                   | Sotto le lenzuola/Ce bielis maninis                             |
| BF 70003   | 1971 | Мау Крістіані | Occhi bianchi e neri/Voglio regalarti questo disco              |
| BF 70004   | 1971 | (спеціальне видання для музичного автомата) Адріано Челентано / Archaeopterix                                          | Sotto Le Lenzuola/Barbarella                                    |
| BF 70006   | 1971 | (спеціальне видання для музичного автомата) Мау Крістіані / Адріано Челентано                                          | Occhi bianchi e neri/Il forestiero                              |
| BF 70007   | 1971 | Made in Italy | Lontano/O sì o no                                               |
| BF 70009   | 1971 | Trio Balera | Arrivederci e grazie/Il balordo                                 |
| BF 70010   | 1971 | Адріано Челентано | Una storia come questa/Brutta                                   |
| BF 70013   | 1971 | Кетті Лайн | La rivoluzione delle donne/Una promessa                         |
| BF 70014   | 1971 | Мау Крістіані | Cento donne... e poi Maria/Un sogno                             |
| BF 70015   | 1971 | Адріано Челентано | Una storia d'amore e di coltello/Er Più                         |
| BF 70016   | 1972 | Мау Крістіані | Cento donne... e poi Maria/In your room                         |
| BF 70017   | 1972 | Renato | Tu mi eri scoppiata nel cuore/Dopo di lei                       |
| BF 70018   | 1972 | Адріано Челентано | Un albero di trenta piani/Forse eri meglio di lei               |
| BF 70019   | 1972 | Мау Крістіані | La prima e l'ultima volta/Sei tu                                |
| BF 70020   | 1972 | Клаудія Морі | Il sognatore/Amarti volerti pensarti                            |
| BF 70022   | 1972 | Адріано Челентано | La ballata di pinocchio/I will drink the wine                   |
| BF 70024   | 1972 | Джорджо Брістол | Serenata per lei/Amami e basta                                  |
| BF 70026   | 1972 | Адріано Челентано | Prisencolinensinainciusol/Disc Jockey                           |

### LP(45 обертів — серії CLN, YD і JC)
| Маркування    | Рік  | Виконавець | Назва                                                                 |
| ------------- | ---- | --- | --------------------------------------------------------------------- |
| CLN 1292      | 1973 | Клаудія Морі | Pupatella/L'amor come si fa                                           |
| CLN 1319      | 1973 | Адріано Челентано | L'unica chance/Quel signore del piano di sopra                        |
| CLN 1887      | 1973 | Адріано Челентано | We're gonna move/Only you                                             |
| YD 348        | 1973 | (спеціальне видання для музичного автомата) Адріано Челентано                                                                | We're Gonna Move/Only You                                             |
| CLN 2443      | 1974 | Адріано Челентано / Адріано Челентано і Клаудія Морі                                                                         | Bellissima/Stringimi A Te                                             |
| YD 381        | 1974 | (спеціальне видання для музичного автомата) Адріано Челентано / Адріано Челентано і Клаудія Морі                             | Bellissima/Stringimi A Te                                             |
| CLN 2600      | 1974 | Клаудія Морі | Buonasera dottore/Che scherzo mi fai                                  |
| CLN 3040      | 1975 | Джино Сантерколе / Адріано Челентано                                                                                         | Such a cold night tonight/La Ballata                                  |
| YD 401        | 1975 | (спеціальне видання для музичного автомата) Джино Сантерколе / Адріано Челентано                                             | Such a cold night tonight/La Ballata                                  |
| YD 419        | 1975 | (спеціальне видання для музичного автомата) Клаудія Морі / Клод Мішель Шонберг                                               | Buonasera Dottore/Il Primo Passo                                      |
| CLN 3208      | 1975 | Адріано Челентано | Yuppi du/La ballata                                                   |
| CLN 3633      | 1975 | Адріано Челентано | Un'altra volta chiudi la porta/Do dap                                 |
| YD 428        | 1975 | (спеціальне видання для музичного автомата) Адріано Челентано                                                                | Un'Altra Volta Chiudi La Porta/Do Dap                                 |
| CLN 4060      | 1975 | Клаудія Морі і Марчелло Мастроянні                                                                                           | Come una Cenerentola/La montagna                                      |
| CLN 4375      | 1976 | Адріано Челентано | Svalutation/La barca                                                  |
| YD 464        | 1976 | (спеціальне видання для музичного автомата) Адріано Челентано                                                                | Svalutation/La Barca                                                  |
| YD 468        | 1976 | (спеціальне видання для музичного автомата) Клаудія Морі і Марчелло Мастроянні (етикетка Clan) / Strutt (етикетка Brunswick) | Come Una Cenerentola/Time Moves On                                    |
| CLN 5007      | 1977 | Клаудія Морі | Hey, hey, hey/Sguardo da moglie                                       |
| CLN 5048      | 1977 | Адріано Челентано | A Woman In Love-Rock Around The Clock/Don't Play That Song (You Lied) |
| YD 474        | 1977 | (спеціальне видання для музичного автомата) Адріано Челентано                                                                | A Woman In Love-Rock Around The Clock/Don't Play That Song (You Lied) |
| CLN 5403      | 1977 | Адріано Челентано | When love.../Somebody save me                                         |
| CLN 10089     | 1978 | Адріано Челентано | Ti avrò/La moglie, l'amante, l'amica                                  |
| YD 523        | 1978 | (спеціальне видання для музичного автомата) Адріано Челентано                                                                | Vetrina/Che Donna                                                     |
| CLN 10120     | 1979 | Адріано Челентано | Che Cosa Ti Farei/Geppo                                               |
| YD 537        | 1979 | (промо-диск зроблено для авіакомпанії Lufthansa) Адріано Челентано                                                           | Hello America/Che Cosa Ti Farei                                       |
| CLN 10174     | 1979 | Адріано Челентано | Soli/Io e te                                                          |
| CLN 10214     | 1979 | Серж Ріва | Cicamericanbonbonsuisse/Addormentarmi così                            |
| YD 553        | 1979 | (спеціальне видання для музичного автомата) Адріано Челентано / Серж Ріва                                                    | People/Cicamericanbonbonsuisse                                        |
| CLN 10246     | 1980 | Адріано Челентано | Mani di velluto/Canzone d'amore                                       |
| CLN 10251     | 1980 | Адріано Челентано / оркестр Детто Маріано                                                                                    | Qua La Mano/Gocce D'Acqua (інструментал)                              |
| CLN 10252     | 1980 | Адріано Челентано | Il tempo se ne va/Non se ne parla nemmeno                             |
| YD 561        | 1980 | (спеціальне видання для музичного автомата) Адріано Челентано                                                                | Il Tempo Se Ne Va/Un Po' Artista Un Po' No                            |
| CLN 10305     | 1980 | Адріано Челентано | Innamorata, incavolata a vita/Se non è amore                          |
| YD 580        | 1980 | (спеціальне видання для музичного автомата) Адріано Челентано                                                                | Innamorata, Incavolata A Vita/Se Non è Amore                          |
| CLN 10326     | 1981 | Адріано Челентано | L'Artigiano (1ª parte)/L'Artigiano (2ª parte)                         |
| YD 587        | 1981 | (спеціальне видання для музичного автомата) Адріано Челентано                                                                | L'Artigiano (1ª parte)/L'Artigiano (2ª parte)                         |
| YD 592        | 1981 | (спеціальне видання для музичного автомата) Адріано Челентано                                                                | Deus/Mi Fanno Ridere                                                  |
| CLN 10359     | 1981 | Джон Галло | Mondialpol man/Walkie talkie                                          |
| CLN 10371     | 1982 | Адріано Челентано / оркестр Бруно Замбріні                                                                                   | Crazy Movie/Roma Che Fa... Te Innamora (інструментал)                 |
| YD 610        | 1982 | (спеціальне видання для музичного автомата) Адріано Челентано                                                                | Crazy Movie/Quando                                                    |
| CLN 10373     | 1982 | Клаудія Морі | Non succederà più/Un filo di pazzia                                   |
| YD 615        | 1982 | (спеціальне видання для музичного автомата) Клаудія Морі (етикетка Clan) / Дієго Абатантуоно (етикетка CGD)                  | Non Succederà Più/Eccezziunale... Veramente                           |
| CLN 10393     | 1982 | Адріано Челентано | Uel mae sae/We're gonna move                                          |
| YD 617        | 1982 | (спеціальне видання для музичного автомата) Адріано Челентано                                                                | Uel Mae Sae/We're Gonna Move                                          |
| CLN 10442     | 1982 | Адріано Челентано | Uh... Uh.../Jungla Di Città                                           |
| YD 636        | 1982 | (спеціальне видання для музичного автомата) Адріано Челентано                                                                | Jungla Di Città/Niente Di Nuovo                                       |
| CLN 10484     | 1983 | Клаудія Морі | Il principe /Dal dire al fare                                         |
| YD 665        | 1983 | (спеціальне видання для музичного автомата) Адріано Челентано (етикетка CGD Clan)                                            | a) Atmosfera b) Les Feuilles Mortes (medley)/Prima Pagina             |
| YD 666        | 1983 | (спеціальне видання для музичного автомата) Адріано Челентано (етикетка ASCOLTO Clan)                                        | Sound Di Verità/Dipenderà Da Te                                       |
| YD 685        | 1984 | (спеціальне видання для музичного автомата) Адріано Челентано (етикетка COME IL VENTO Clan)                                  | Susanna (Susanna)/Il Contadino (Hold On I'm Coming)                   |
| CLN 23001     | 1984 | (Special Single 45) Адріано Челентано                                                                                        | Susanna (Susanna)/Il Cantante Folle (The Great Pretender)             |
| CLN 10603     | 1985 | Клаудія Морі | Chiudi la porta/E' inutile davvero                                    |
| CLN 10782     | 1987 | Розіта Челентано | Dal tuo sguardo in poi/Dal tuo sguardo in poi (інструментал)          |
| CLN 10786     | 1987 | Адріано Челентано | Mi attrai/La luce del sole                                            |
| CLN 16015     | 1987 | Адріано Челентано | L'Ultimo Gigante - Rock Around The Clock (medley)/E' Ancora Sabato    |
| YD 767        | 1991 | (спеціальне видання для музичного автомата) Адріано Челентано                                                                | Terza guerra mondiale/Letto di foglie                                 |
| CLN 060000793 | 1994 | (спеціальне видання для музичного автомата) Адріано Челентано                                                                | Attraverso me/Uh Uh (remix)                                           |
| JC 15592      | 2000 | (спеціальне видання для музичного автомата) Адріано Челентано/Джанні Белла                                                   | Per averti/Il profumo del mare                                        |

### LP(45 обертів — іноземні)
| Маркування | Рік  | Виконавець              | Назва                                    |
| ---------- | ---- | ----------------------- | ---------------------------------------- |
| BF ES 84   | 1969 | Suzie & Mike            | Be my baby/Baby I love you               |
| BF ES 88   | 1969 | Ola & Janglers          | Le mele verdi/Ho un amico centenario     |
| BF ES 91   | 1970 | Jørgen Ingmann          | El condor pasa/No time like now, my love |
| BF ES 95   | 1970 | Баррі Хопкінс           | Tu ed io/Più bella che mai               |
| BF ES 98   | 1970 | Дей Костелло            | La lunga strada che/Free                 |
| BF ES 107  | 1971 | Bill Haley & the Comets | Me and Bobby Mc Gee/Pink Eyed Pussycat   |

### LP(45 обертів — етикеткаCiao! Ragazzi)
| Маркування | Рік  | Виконавець                                                                                 | Назва                                           |
| ---------- | ---- | ------------------------------------------------------------------------------------------ | ----------------------------------------------- |
| CR. 01001  | 1965 | Піладе                                                                                     | D'accordo/Ciao ciao ciao                        |
| CR. 01002  | 1965 | I Fuggiaschi                                                                               | Nulla di me/Droga                               |
| CR. 01003  | 1965 | Таня                                                                                       | L'hawaiana/Il tuo nome                          |
| CR. 01004  | 1965 | Іко Черутті                                                                                | Quando il sole scenderà/Va bene fai tu!         |
| CR. 01005  | 1965 | Піладе                                                                                     | Charlie Brown/In tredici                        |
| CR. 01006  | 1965 | I Fuggiaschi                                                                               | Tipperary/Proprio lei                           |
| CR. 01007  | 1965 | Піладе                                                                                     | Shenandoah/Charlie Brown                        |
| CR. 01008  | 1965 | Іко Черутті                                                                                | Chiedo giustizia in amore/Un uomo come me       |
| CR. 01010  | 1966 | Іко Черутті                                                                                | Il mio amico James Bond/Da un momento all'altro |
| CR. 01011  | 1966 | The Wretched                                                                               | Come una pietra che rotola/La mia preghiera     |
| CR. 01013  | 1966 | Піладе                                                                                     | Lei non può/La mia ciccia                       |
| CR. 01015  | 1966 | Іко Черутті                                                                                | Vale più di noi/La volpe                        |
| CR. 01016  | 1966 | (спеціальне видання для музичного автомата) Піладе (сторона A)/Ico Cerutti (сторона B)     | La mia ciccia/Vale più di noi                   |
| CR. 01018  | 1967 | Тоні Спада                                                                                 | Non è così/Quel ragazzo                         |
| CR. 01019  | 1967 | Літл Пупа                                                                                  | Un violino che ride/Peccato il nostro amore     |
| CR. 01020  | 1967 | (спеціальне видання для музичного автомата) Тоні Спада (сторона A)/Little Pupa (сторона B) | Non è così/Un violino che ride                  |
| CR. 01021  | 1967 | I Vagabondi della Verità                                                                   | Lei non ha pianto mai/L'amore vero              |

### EP(етикеткаCiao! Ragazzi)
| Маркування   | Рік  | Виконавець                                                              | Назва                                                         |
| ------------ | ---- | ----------------------------------------------------------------------- | ------------------------------------------------------------- |
| ACC-SP-25002 | 1965 | Адріано Челентано (сторона A) / Джино Сантерколе - Дон Бакі (сторона B) | Ciao ragazzi/Chi ce l'ha con me/Sono un fallito/Voglio dormir |

### LP(45 обертів — етикеткаClan серія R)
| Маркування | Рік  | Виконавець                                                      | Назва                                      |
| ---------- | ---- | --------------------------------------------------------------- | ------------------------------------------ |
| R 6000     | 1963 | Natale Befanino e I Ribelli (сторона A) / I Ribelli (сторона B) | Danny Boy/Alle 9 Al Bar                    |
| R 6001     | 1964 | I Ribelli                                                       | Alle 9 Al Bar/La Cavalcata                 |
| R 6002     | 1964 | I Ribelli                                                       | Chi Sarà La Ragazza Del Clan?/Quella Donna |

### LP(33 оберти — етикеткаCiao! Ragazzi)
| Маркування  | Рік  | Виконавець       | Назва              |
| ----------- | ---- | ---------------- | ------------------ |
| CR LP 05000 | 1965 | Джорджо Адзоліні | Tribute to someone |